# Scoliacma ligneofusca
Scoliacma ligneofusca är en fjärilsart som beskrevs av Rothschild 1912. Scoliacma ligneofusca ingår i släktet Scoliacma och familjen björnspinnare. Inga underarter finns listade.